# Општина Фрумушика (Ботошани)
Фрумушика (рум. Frumuşica) општина је у Румунији у округу Ботошани.
Oпштина се налази на надморској висини од 143 m.